# Bettina Braag
Bettina Braag, nach Heirat Ende 1993 Bettina Oberdorf (* 15. November 1965 in Hagen), ist eine ehemalige deutsche Leichtathletin.

## Sportliche Karriere
Bettina Braag begann bei der LG Gevelsberg/Schwelm und startete 1989 und 1990 für den Milsper TV. Ab 1991 trat sie für den TSV Bayer 04 Leverkusen an. Braag war 1987 Zweite der Deutschen Meisterschaften im Hochsprung. 1990 belegte sie den zweiten Platz im Siebenkampf. In der Mannschaftswertung siegte sie mit dem Team von Bayer Leverkusen 1991 in München mit Anke Straschewski und Dagmar Federwisch sowie 1992 in Ahlen und 1993 in Vaterstetten mit Silke Knut und Anke Straschewski. 1991 gewann die Leverkusener 4-mal-100-Meter-Staffel mit Anja Böhme, Silke Lichtenhagen, Stefanie Hütz und Bettina Braag den Deutschen Meistertitel.
Bettina Braag startete von 1987 bis 1993 sechsmal im Nationaltrikot.

## Bestleistungen
- 100 Meter: 11,84 Sekunden am 19. Mai 1990 in Bensheim
- 200 Meter: 23,70 Sekunden am 16. Juni 1990 in Götzis
- 100 Meter Hürden: 13,54 Sekunden am 15. Juni 1991 in Dillingen
- Hochsprung: 1,89 Meter am 8. August 1987 in Krakau
- Weitsprung: 6,05 Meter am 22. Juli 1990 in Salzgitter
- Siebenkampf: 6094 Punkte am 28./29. Mai 1994 in Götzis